# قائمة المنارات في المغرب
هذه قائمة المنارات في المغرب، التي تقع على طول البحر الأبيض المتوسط، والسواحل الأطلسية للبلاد. وتتضمن منارتين براس بوجدور، والكابينو الموجودة في منطقة الصحراء الغربية.

## قائمة
| الاسم                             | الصورة | موقع المنارات                                              | الساحل         | الإنشاء   | طول البرج      | الطول البؤري    | المدى           | عدد الأميرالية |
| --------------------------------- | ------ | ---------------------------------------------------------- | -------------- | --------- | -------------- | --------------- | --------------- | -------------- |
| منارة رأس أبي جدور                |        | راس بوجدور 26°07′26″N 14°29′10″W / 26.1239°N 14.4861°W     | الأطلسي        | غير معروف | 45 م (148 قدم) | 70 م (230 قدم)  | 24 nmi (44 كـم) | D2628          |
| Cap des Trois Fourches Lighthouse |        | Cape Three Forks 35°26′18″N 2°57′48″W / 35.4383°N 2.9633°W | الأبيض المتوسط | 1909      | 18 م (59 قدم)  | 112 م (367 قدم) | 19 nmi (35 كـم) | E6778          |
| منارة رأس غير                     |        | تامري 30°38′00″N 9°53′00″W / 30.6333°N 9.8833°W            | الأطلسي        | 1931      | 42 م (138 قدم) | 85 م (279 قدم)  | 22 nmi (41 كـم) | D2608          |
| منارة رأس سبارطيل                 |        | رأس سبارطيل 35°47′30″N 5°55′18″W / 35.7917°N 5.9217°W      | الأطلسي        | 1864      | 24 م (79 قدم)  | 91 م (299 قدم)  | 30 nmi (56 كـم) | D2510          |
| منارة الكابينو                    |        | راس بوجدور 26°25′34″N 14°10′49″W / 26.426°N 14.1802°W      | الأطلسي        | غير معروف | 32 م (105 قدم) | 37 م (121 قدم)  | 9 nmi (17 كـم)  | D2626          |
| منارة العنق                       |        | الدار البيضاء 33°36′42″N 7°39′24″W / 33.6117°N 7.6567°W    | الأطلسي        | 1919      | 49 م (161 قدم) | 65 م (213 قدم)  | 30 nmi (56 كـم) | D2574          |
| منارة رأس مالاباطا                |        | رأس ملباطا 35°49′00″N 5°44′54″W / 35.8167°N 5.7483°W       | الأطلسي        | غير معروف | 18 م (59 قدم)  | 76 م (249 قدم)  | 22 nmi (41 كـم) | D2498          |
| منارة الرباط                      |        | الرباط 34°02′06″N 6°50′48″W / 34.035°N 6.8467°W            | الأطلسي        | 1920      | 24 م (79 قدم)  | 31 م (102 قدم)  | 16 nmi (30 كـم) | D2554          |
| منار سيدي بوافي                   |        | الجديدة 33°15′00″N 8°31′00″W / 33.25°N 8.5167°W            | الأطلسي        | 1916      | 46 م (151 قدم) | 65 م (213 قدم)  | 30 nmi (56 كـم) | D2588          |